# Drapetis fuzhouensis
Drapetis fuzhouensis är en tvåvingeart som beskrevs av Yang 2003. Drapetis fuzhouensis ingår i släktet Drapetis och familjen puckeldansflugor. Inga underarter finns listade i Catalogue of Life.